# Aeroportul Nut Tree
Aeroportul Nut Tree (IATA: VCB, ICAO: KVCB, FAA LID: VCB) este un aeroport din California, Statele Unite ale Americii ce deservește zona Vacaville⁠(d).
Situat la o altitudine de 35 m, aeroportul dispune de 1 pistă.

## Infrastructură

### Piste
Aeroportul dispune de o singură pistă. Pista 02/20 are suprafața de asfalt și dimensiunile 4.700 picioare × 75 picioare. 